# Aulus Gellius
Aulus Gellius (Róma, 125 körül – ?, 180 körül) latin író. (A középkorban tévesen Agellinusnak olvasták a nevét) Fő műve a XX kötetes Attikai éjszakák (Noctes Atticae), melyben kb. 300 görög és római szerző írását dolgozza föl.

## Élete
Életéről annyit tudunk, amennyit önmagáról elárul művében. Gazdag családból származott és jó nevelést kapott. Retorikát Titus Castriciustól és Sulpicius Apollinaristól, filozófiát Calvisius Taurustól és Peregrinus Proteustól tanult. Saját művének tanúsága szerint jó kapcsolatban állt Herodes Atticusszal, Favorinusszal és Frontóval. Sokat utazott és valószínűleg jogászként, praetorként dolgozott Rómában. Attikai tartózkodásai alatt írta meg művét.

## Az Attikai éjszakák
Gellius archaizáló szerző – elsősorban a régmúlt nagy alkotásaiból igyekszik a legérdekesebb és legépületesebb részeket kiemelni. Könyve az ad filium, azaz a fiának írt pedagógiai értekezések közé tartozik. Ő maga így ír indíttatásáról és munkamódszeréről:

„Művemnél szórakoztatóbb olvasmányok is találhatók; azért írtam, hogy gyermekeimnek is legyen felüdülő olvasmányuk, ha lelkük munka után megpihenhet, és kedvtelését követheti. Az anyag elrendezésében éppúgy a véletlenre bíztam magam, mint előzőleg, kivonatolás közben. Ha egy görög vagy latin könyvet a kezembe vettem, vagy valamilyen megjegyzésre méltó dolgot hallottam, mindent, ami megragadott, nem nézve, hogy milyen jellegű, rendszerezés nélkül, ahogy jött, feljegyeztem, s emlékezetem támogatására mintegy irodalmi tartalékul félretettem, hogy ha majd valamilyen adatra vagy szóra lesz szükségem, s éppen nem jut eszembe, s a könyvek melyekből merítettem, nincsenek kéznél, itt egykettőre megtalálhassam és elővehessem. S minthogy fejtegetéseimbe, szórakoztató időtöltésül, hosszú téli éjszakákon Attikában fekvő birtokomon kezdtem bele, az Attikai éjszakák címet adtam nekik, egy cseppet sem akarván utánozni azokat a hatásvadász címeket, amelyeket a legtöbb, egyik vagy másik nyelven író szerző hasonló jellegű művének adott”

– Előszó 1–4.

Műve teljes egészében fennmaradt, köszönhetően viszonylag egyszerű nyelvezetének és az általa választott témák érdekességének. Módszere nem egyedülálló az ókorban: hasonló munkamódszert követett idősebb Plinius és Marcus Terentius Varro is. Gellius számos, azóta elveszett szöveget őrzött meg, ezért nélkülözhetetlen kultúrtörténeti forrás.

## Magyarul
- Attikai éjszakák. Latinul és magyarul. (Ford.: Barcza József és Soós József.) I–II. köt.; Franklin, Bp., 1905 (Görög és latin remekírók) Online
- Attikai éjszakák. Latinul és magyarul. (Ford.: Barcza József és Soós József.) I–II. köt. Bp. 1905. REPRINT. Históriaantik Könyvesház Kiadó, 2013, EAN 5992400011333
- Attikai éjszakák. vál.: Simon Róbert, ford., jegyz., utószó: Muraközy Gyula, ill.: Szántó Piroska. Budapest, 1968, Budapest, Európa Kiadó